# Necrópolis del Macizo colombiano

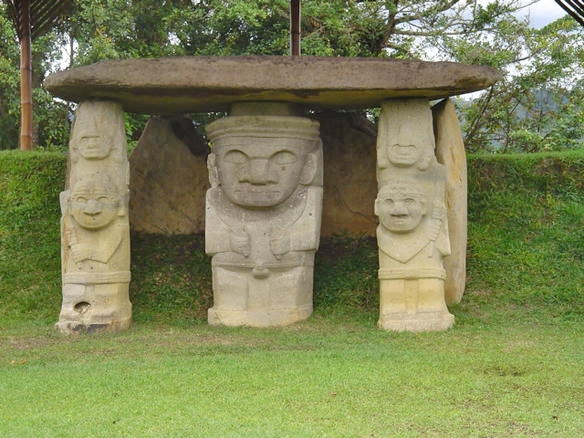
Estatuas de un monumento mortuario de la cultura aborigen de San Agustín.

Necrópolis del Macizo colombiano es un término utilizado para agrupar un conjunto de necrópolis ubicadas en el Macizo colombiano, un área geográfica de Colombia muy particular por su riqueza arqueológica e histórica y por los elementos geográficos que allí confluyen y la hacen sin igual en toda América. Involucra a: los departamentos de Nariño, Cauca y Huila; varias culturas y lugares arqueológicos. Por sus marcadas diferencias se han estudiado de forma aislada, siendo el espacio geográfico el criterio de agrupamiento para la denominación.

## Lugares arqueológicos
Los sitios arqueológicos están ubicados entre los meridianos 75 y 77 oeste y los paralelos  1 y 3 norte (un cuadrilatero con vértices opuestos en la diagonal entre 1°0′N 75°0′O / 1.000, -75.000 y 3°0′N 77°0′O / 3.000, -77.000) e incluye las culturas indígenas más conocidas que surgieron en Colombia, comprenden lugares con evidencias arqueológicas para el uso funerario como:
Departamento de Nariño
- El Tambo (Pintado);
- Los Ídolos;
- Chimayoy;
- Briceño;
- La Unión.

Departamento de Cauca
- El Tambo;
- Morales;
- Parque Arqueológico Nacional de Tierradentro, Patrimonio de la Humanidad por la UNESCO.[2]

Departamento de Huila
- Parque Arqueológico de San Agustín, Patrimonio de la Humanidad por la UNESCO, y que da nombre a la cultura San Agustín;[3]
- Aguabonita.

Hay otros sitios arqueológicos con arte lítico en los departamentos enumerados así como en los de Caquetá, Valle del Cauca y Tolima.
Aparentemente sin ninguna relación entre las mencionadas culturas, se desarrollaron a menos de doscientos kilómetros. Todas las fuentes resaltan las importantes contribuciones a la estatuaria y a la alfarería, pero alguna entra más profundo en lo relacionado con el asunto de la vida y la muerte, pues los vestigios son tangibles.

## Culturas
Los yacimientos han sido adscritos a distintas culturas y épocas, tales como la cultura San Agustín.